# Vép
Vép là một thành phố thuộc hạt Vas, Hungary. Thành phố này có diện tích 32,89 km², dân số năm 2010 là 3411 người, mật độ 104 người/km².